# 상주 상무 축구단
상주 상무 FC(Sangju Sangmu Football Club)는 대한민국 경상북도 상주시에 있었던 축구 선수단이다. 상주시민프로축구단이 운영했던 남자 프로 축구단이며, 2011년에 창단되고 2020년에 해단되었다. 2013년 초 법인화가 완료되면서 명칭을 '상주 상무 피닉스 FC'에서 '상주 상무 FC'로 변경했다.
1984년 육군, 해군, 공군으로 따로 운영되어 오던 군 경기 단체들이 국군체육부대로 통합 발족하면서 창단되었다. 1985년 실업 리그에서 우승을 차지하여 프로 리그로 승격하였으나, 군 팀이라는 한계로 인하여 1년 만에 실업 리그로 복귀하였다. 이후 계속 실업 리그에 참가하다가 2003 시즌 다시 K리그로 진출하였다. 또한 상무 2군은 1군과 별개로 2003년부터 2005년까지 실업 리그인 K2리그에 경기도 이천을 연고지로 하여 이천 상무라는 구단 명칭으로 활동했다가 통합되어 프로 2군 리그인 R리그에서 활동했었다.
국군체육부대 산하의 축구단으로 대한축구협회 소속 선수들이 대한민국 헌법에서 규정된 국가의 의무인 국방의 의무를 수행하기 위하여 들어온다. 상무 소속 선수들은 대한민국 육군의 현행 병역 기간과 마찬가지로 21개월을 보내야 하며 해마다 지원하는 선수들과 병역 연기 만기일이 된 선수들로 구성되는데, 그 선수들이 대한민국 내에서 뛰든 외국에서 뛰든 동일하게 적용된다. 그리고 병역 기간이 끝나면 자신의 이전 소속 팀으로 돌아간다. 따라서 상무는 외국인 선수를 받지 않고 있다.
실정적으로 상무의 역사는 1984년 창단 때부터 계속 이어져 내려오고 있지만, 한국프로축구연맹에서는 1984년 창단한 상무, 그리고 2003년부터 2010년까지 광주광역시를 연고로 활동했던 때의 광주 상무 불사조, 2011년부터 2020년까지 활동한 상주 상무 축구단의 역사를 모두 통일하지 않고 각각의 개별 구단처럼 기록이 분리하고 있다. 그러나 대한축구협회의 경우 상무 축구단의 기록을 모두 포함하여 기록하고 있으며 실제로 상대전적의 경우 상무 축구단, 광주 상무 피닉스의 기록을 상주 상무 축구단의 기록으로 인정하고 있다.
2013년 AFC의 클럽 라이센스 기준에 맞추기 위해 법인화를 완료하였고 1부 리그인 K리그 클래식에서 뛰는 데는 아무런 제도적 문제가 없었다. 하지만 AFC는 선수들의 신분이 완전한 프로 선수가 아님을 이유로 들어 AFC 챔피언스리그에의 참가 자격이 없다고 통보했고, 따라서 K리그 챌린지의 아산 무궁화 축구단과 함께, K리그 클래식에서 최종순위가 3위 내에 들거나 FA컵에서 우승을 거두더라도 AFC 챔피언스리그에 출전하지는 못하는 것으로 처분이 내려졌다.

## 역사

### 상주 상무 (2011–2020)
새로운 연고지를 물색하면서 여러 지자체에 유치 신청을 받았으나, 상무 축구단 유치 후 수년 내 프로축구단 창단이라는 조건에 부담을 느낀 충청북도 등 여러 후보 지자체들이 상무 유치를 포기함에 따라 다시 실업 리그로 내려갈 위기까지 찾아왔다. 그해 말 한국프로축구연맹에서 조건을 완화하기로 해 간신히 잔류가 결정되었다. 얼마 후 경상북도 상주시가 상무 유치에 성공하였다. 2010년 12월 20일 한국프로축구연맹의 연고지 이전 승인을 받아 상주 연고 시대를 열게 되었다. 1월 10일 새로운 구단 명칭이 상주 상무 피닉스 축구단으로 확정되었으며 12일 상주시와 정식 연고지 협약을 체결하였고 2월 26일에 공식 출범식을 거행하였다. 상주에서의 첫 시즌인 2011 K리그에서 시즌 중반까지 1위에서 4위를 오르내리며 상위권에 위치하였으나 K리그 승부조작 사건을 기점으로 부진을 겪기 시작하여 14위로 리그를 마감하였다.
2012년 9월 프로축구연맹 이사회에서 2012 시즌 결과에 상관없이 아시아 축구 연맹이 요구한 1부 리그 구단 가이드라인을 만족시키지 못하는 상주 상무의 강제 강등을 결정하였다. 상주시와 상무는 이에 반발하였고 상무는 남은 시즌을 보이콧할 것이며 다음 시즌부터 아마추어 팀으로 전환하겠다고 선언하였다. 이에 따라 대구와의 경기가 상주의 몰수패로 끝난 것을 시작으로 다음 라운드인 전남과의 경기 역시 개최되지 않았다. 리그 정상화와 상무의 프로 리그 잔류를 위해 프로축구연맹은 상무와 물밑 협상을 벌였고, 9월 24일 상무가 2012년 내에 독립 법인을 설립하는 것을 조건으로 2013 시즌부터 K리그 챌린지에 참가하는 것이 결정되었다.
2013년 초 법인화가 완료되면서 공식 명칭에서 피닉스를 제외하고 상주 상무 프로축구단으로 개칭하였으며, 2013 시즌에 K리그 챌린지에서 우승을 차지한 뒤 K리그 클래식 2013 12위 강원 FC와의 K리그 승강 플레이오프에서 1차전 홈 경기에서 4-1로 대승을 거두고 2차전 원정 경기에서 0-1로 패했으나 통합 스코어(4-2)에서 앞서 한 시즌만에 다시 K리그 클래식으로 올라와 K리그 역사상 최초의 승격팀이 되었다.
2014 시즌 K리그 클래식에서 12위를 기록하며 K리그 챌린지로 강등되었으나 2015 K리그 챌린지에서 우승을 차지하며 1시즌 만에 다시 K리그 클래식으로 승격했다. 승격 이후 박항서 감독이 계약 만료로 지휘봉을 내려놓았고, 그의 후임으로는 전 대전 감독인 조진호가 선임되었다.
9월 17일 부실한 잔디 상태로 경기 당일 인천 유나이티드와의 홈경기가 K리그 사상 경기 세 번째와 동시에 2006년 이후 10년 만에 연기되며 논란이 일었고, 이날 경기는 다음날 인천의 홈구장인 인천축구전용구장에서 진행되었으며, 상주 구단은 벌금 500만원의 징계를 부여받았다.
2016시즌 스플릿 라운드 출범 이후 최초로 상위 스플릿 A에 진입하였다.
2016시즌을 끝으로 조진호 감독이 부산 아이파크의 감독으로 취임하면서 오랜 시간 상주에서 코치로서 소속되어 있었던 김태완 수석 코치가 감독으로 승진했으며, 3월 4일 강원 FC전을 통해 감독 데뷔전을 치렀으나 1:2로 패했고, 12일 전남 드래곤즈전에서 3:1 승리를 거두며 감독 데뷔 이후 첫 승을 거두었고, 연이언 펼쳐진 울산 현대전에서 연승을 거두었다.
하지만 과거부터 이어져온 매번 선수단이 대거 바뀌고 제대 시즌만 내면 주전 선수가 대량으로 빠져나가는 군팀의 특정상 조직력이 좋지 못하다는 한계를 극복하지 못하면서 리그 11위에 그쳤고, 부산 아이파크와 승강 플레이오프를 치르게 되었다. 승강 플레이오프에서는 1차전에서 여름의 결승골로 승리하였고, 2차전은 0-1로 패하였지만 승부차기에서 고경민의 실축으로 승리하여 2018시즌에서도 클래식에 참가하게 되었다.
2018시즌을 앞두고 진행된 괌 전지훈련에서 구단 내 선수가 성폭행 사건에 연루되어 기소가 되면서 논란이 되었지만 무죄 판결이 되었고, 사건 발생 이후 선수단의 전지훈련은 사실상 취소되고 그자리에 제식훈련과 정신교육으로 대체되었다.
그 후, 상주와 10년 간 연고 계약을 이어온 상무 축구단은 2020 시즌을 끝으로 김천에 새 둥지를 틀고, 김천 상무라는 이름으로 재탄생하여 K리그2에서 새로운 시즌을 맞이한다.

## 우승 기록

### 국내 대회

#### 리그
- K리그2

● 우승 (2): 2013, 2015

## 선수 선발과 복무 기간

### 자격 기준
- 연령은 선수선발 지원서 접수일 현재 만 27 세 이하

### 연도별 입대 명단
| 입대년도 | 선수                                           | 선수 |
| 입대년도 | GK                                             | 일반 |
| -------- | ---------------------------------------------- | --- |
| 2011     | 권순태, 박상철                                 | 황병인, 이윤의, 김범준, 강민우, 오원종, 고차원, 오봉진, 김용태, 김민수, 이종찬. 장남석 이성재, 유창현, 이종민, 김치우, 최효진, 김치곤, 김철호, 황지윤, 이준영 |
| 2011     | 이상기                                         | |
| 2012     | 김호준, 강성관                                 | 신연수, 정정석, 김명운, 김정빈, 김영신, 김성민, 김홍일, 김재성, 이종성, 하성민, 백지훈 박상희, 방대종, 김형일, 용재현, 정호정, 장석원, 이상희, 김영빈         |
| 2012     | 최철순, 안일주, 이상협                         | |
| 2013     | 김민식                                         | 고재성, 이재성, 백종환, 이상호, 이승현, 이호, 정훈, 유지훈, 김동찬, 이근호 하태균, 장혁진                                                                     |
| 2013     | 홍정남                                         | 박태웅, 조호연, 송원재, 양준아, 이용기 |
| 2014     | 김근배, 박지영                                 | 김창훈, 김경민, 장현우, 안재훈, 박경익, 서상민, 권순형, 최호정, 이후권, 김지웅, 한경인 이정협, 송제헌, 박승일                                                 |
| 2014     | 한상운, 강민수, 조동건, 곽광선, 이현웅, 유수현 | |
| 2015     | 양동원, 윤평국                                 | 이승기, 임상협, 박기동, 김도엽, 황일수, 배일환, 박준태, 이창훈, 김성환, 최현태 김대열, 박진포, 이용, 여성해, 최종환, 권진영, 김오규                           |
| 2016     | 제종현, 오승훈                                 | 이재명, 이웅희, 윤준성, 이경렬, 김창훈, 정준연, 김성준, 임성택 조지훈, 윤동민, 황순민, 김성주, 신영준, 박수창, 박희성, 조영철                                 |
| 2016     | 박준강, 신진호, 유준수, 윤영선                 | |
| 2017     | 유상훈, 최필수                                 | 윤주태, 주민규, 최진호, 김병오, 김도형, 김호남, 김태환, 진대성, 정선호, 여름 신세계, 홍철, 김남춘, 임채민, 이광선, 김진환, 이종원                             |
| 2018     | 권태안                                         | 이태희, 김민우, 조수철, 송수영, 신창무, 백동규, 윤빛가람, 이상협, 김영빈, 심동운, 차영환                                                                      |
| 2018     | 윤보상                                         | 고태원, 배신영, 권완규, 김건희, 유로몬, 김경재, 김경중, 마상훈, 박대한, 박용지, 송시우, 안진범, 이규성, 이민기, 이호석, 장은규, 안세희                        |
| 2019     |                                                | 진성욱, 류승우, 이찬동, 한석종, 장호익, 김대중, 강상우 |
| 2019     | 황병근                                         | 송승민, 김선우, 김진혁, 김민혁, 박세진, 배재우 |
| 2020     | 이창근, 최철원                                 | 문선민, 권경원, 전세진, 오세훈, 고명석, 이근호, 박병현, 이명재, 이상기, 이동수, 문창진, 안태현, 김보섭, 박용우                                                |
| 2020     | 박지민                                         | 오현규, 허용준, 심상민, 김용환, 박동진, 정원진, 강지훈, 이정빈, 정재희, 우주성, 김동민                                                                        |

### 역대 감독
- 취임은 공식 취임식 일자이며 취임식이 없거나 미상인 경우 공식 선임 일자를 기재한다.

| 순번 | 이름   | 취임       | 사임       | 재임시즌                       | 비고                                                               |
| ---- | ------ | ---------- | ---------- | ------------------------------ | ------------------------------------------------------------------ |
| 1대  | 김영배 | 1984/01/11 | 1984/??/?? | 1984 (실업축구)                | 상무 축구단 초대 감독                                              |
| 2대  | 장종대 | 1985/??/?? | 1985/07/09 | 1985                           |                                                                    |
|      | 김영배 | 1985/07/10 | 1989/12/?? | 1985 1986–1989 (실업축구)      |                                                                    |
|      | 이강조 | 1990/06/?? | 2010/10/27 | 1990–2002 (실업축구) 2003-2010 | 실업 시절과 광주 상무 시절 감독 구단 최초 군무원 감독              |
| 1대  | 이수철 | 2010/10/28 | 2011/07/13 | 2010–2011                      | 상주 상무 축구단으로 초대 감독 광주 상무 시절 선임되어 감독직 승계 |
| 대행 | 김태완 | 2011/07/14 | 2011/12/29 | 2011                           | 이수철 감독의 구속으로 감독 대행직 수행                            |
| 2대  | 박항서 | 2011/12/30 | 2015/12/11 | 2012–2015                      |                                                                    |
| 3대  | 조진호 | 2015/12/18 | 2016/11/25 | 2016                           | 부산 아이파크 감독 취임                                            |
| 4대  | 김태완 | 2016/11/25 | 2020/11/30 | 2017–2020                      | 구단 2번째 군무원 감독                                             |

## 참고 문헌
- “스포츠지원포털 등록 현황”. 대한체육회.
- “KFA 통합경기정보 시스템”. 대한축구협회.
- “K리그 데이터 포털”. 한국프로축구연맹.

## 같이 보기
- 상주 상무 피닉스 FC R
- 국군체육부대
- 상무 축구단
- 광주 상무 FC
- 김천 상무 FC